# Atarba fuscicornis
Atarba fuscicornis är en tvåvingeart som beskrevs av Edwards 1916. Atarba fuscicornis ingår i släktet Atarba och familjen småharkrankar.
Artens utbredningsområde är Taiwan. Inga underarter finns listade i Catalogue of Life.